# Estadio Spartak (Novosibirsk)
El Estadio Spartak es un estadio multiusos de Novosibirsk, Rusia. En la actualidad se utiliza, fundamentalmente, para la práctica del fútbol y es el estadio en el que disputa sus partidos como local el club FC Sibir Novosibirsk. El estadio fue inaugurado en 1927 y cuenta con una capacidad de 12 500 espectadores, todos ellos sentados.